# Cormeilles-en-Vexin
Cormeilles-en-Vexin is een gemeente in het Franse departement Val-d'Oise (regio Île-de-France) en telt 954 inwoners (2005). De plaats maakt deel uit van het arrondissement Pontoise.

## Mirbeau
Cormeilles is in de literatuur bekend onder de naam 'Ponteilles-en-Barcis', naar de roman Dingo die Octave Mirbeau in het dorp liet spelen. Omdat dat boek een nogal negatief beeld schetst van het leven op het platteland, was Mirbeau ook decennia later niet bepaald populair in de omgeving

## Geografie
De oppervlakte van Cormeilles-en-Vexin bedraagt 9,5 km², de bevolkingsdichtheid is 100,4 inwoners per km².
In de gemeente ligt ook het gelijknamige vliegveld Cormeilles-en-Vexin.
De onderstaande kaart toont de ligging van Cormeilles-en-Vexin met de belangrijkste infrastructuur en aangrenzende gemeenten.

## Demografie
Onderstaande figuur toont het verloop van het inwonertal (bron: INSEE-tellingen).